# Firas Nassar
Firas Suleiman Nassar (en árabe; فراس سليمان نصار, en hebreo; פיראס סולימאן נסאר, Nazaret, 29 de enero de 1993) es un actor palestino-israelí, conocido por aparecer en películas y series de televisión como Fauda (2015), Bar Bahar (2016), Foxtrot (2018), Between Heaven & Earth (2019) e Invasión (2021-2023).

## Biografía

### Inicios
Firas Nassar nació en Nazaret (Israel) de origen palestino, y criado por una familia árabe cristiana. 
Antes de dedicarse a la actuación, Nassar trabajó durante años en construcción y agricultura. Nassar se graduó de la Escuela de Artes Biet Berl en Beit Berl, Israel, en 2004, donde estudió actuación. Durante y después de sus estudios, trabajó en varios trabajos temporales, incluyendo la construcción y la agricultura, para mantenerse.

### Carrera
Nassar comenzó a actuar en varias producciones teatrales y televisivas israelíes, pero su gran oportunidad llegó cuando fue seleccionado para el papel de Nidal en la serie de televisión Fauda, que trata sobre una unidad élite israelí que persigue a un líder de Hamás en Cisjordania. La serie se ha convertido en un éxito internacional, y Nassar ha sido elogiado por su actuación como personaje secundario. Además de su trabajo en Fauda, Nassar ha aparecido en otras producciones, como Bar Bahar, Betoolot, The Cops, Bloody Noses, Empty Pockets y Foxtrot. En 2019, fue seleccionado como uno de los participantes en el Programa de Talentos Cinematográficos de Cannes, una iniciativa de capacitación para jóvenes talentos del cine de todo el mundo.
A pesar de que ha sido criticado por algunos en su comunidad palestino-israelí por su participación en producciones israelíes, Nassar ha defendido su trabajo como una forma de construir puentes entre las comunidades y promover la comprensión y la empatía. Ha dicho que cree en el poder de las historias para unir a las personas y que espera poder seguir contando historias significativas a través de su trabajo en cine y televisión. En 2021 interpretó a Ahmen "Manny" Malik en la serie original de Apple TV+, Invasión, marcando así su debut en la televisión occidental. A su vez aparecerá en la serie Night Therapy, junto a su compañera de pantalla en Fauda, Shira Haas y con Yousef Sweid.